# Egito e as armas de destruição em massa
Egito tinha um histórico de armas de destruição em massa e foi um dos poucos países que usaram armas químicas após a Primeira Guerra Mundial, durante a Guerra Civil do Iêmen do Norte. Embora tenha assinado o Tratado de Não Proliferação Nuclear, continua a ser um dos quatro únicos países a não assinar a Convenção sobre as Armas Químicas e ainda não ratificou a Convenção sobre as Armas Biológicas.

## Programa de Armas Químicas
Programa de armas químicas do Egito é uma das mais desenvolvida da sua busca de desenvolver um programa de armas de destruição em massa, embora acredita-se que este atingiu o seu auge na década de 60. Também é um dos poucos países a ter usado armas químicas desde a Primeira Guerra Mundial, durante a Guerra Civil do Iêmen. Foi durante a Guerra Civil do Iêmen quando o fosgênio e o gás mostarda foram usados contra as forças monarquistas e civis no Norte do Iêmen.
Egito tem mantido uma política de não assinar a Convenção sobre as Armas Químicas, até que as questões relacionadas com o programa de armas nucleares de Israel forrem respondidas.

### Uso de Armas Químicas Durante a Guerra Civil do Iêmen

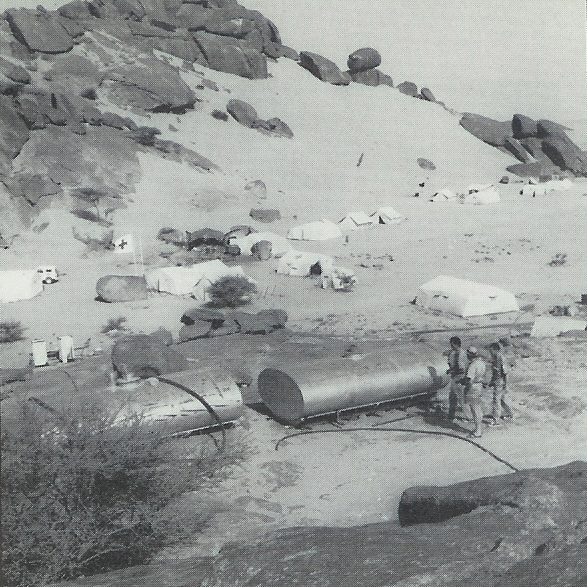
Hospital da Cruz Vermelha Internacional em Uqd.

O primeiro uso de gás ocorreu em 8 de junho de 1963 contra Kawma, uma aldeia com cerca de 100 habitantes no norte do Iêmen, matando cerca de 7 pessoas e danos aos olhos e pulmões de outros 25. Este incidente é considerado ter sido experimental, e as bombas foram descritas como "caseiras, amadoras e relativamente ineficaz". As autoridades egípcias sugeriram que os incidentes relatados foram provavelmente causados por napalm, não por gás. A ministra das Relações Exteriores de Israel, Golda Meir, sugeriu em uma entrevista que Nasser não hesitaria em usar gás contra Israel também. Não houve relatos de gás durante 1964, e apenas alguns foram relatados em 1965. Os relatos cresceram mais frequentemente no final de 1966. Em 11 de dezembro de 1966, 15 bombas de gás mataram duas pessoas e feriram outras 35. Em 5 de janeiro de 1967, o maior ataque a gás veio contra a aldeia de Kitaf, causando 270 feridos, incluindo 140 mortos. O alvo pode ter sido o príncipe Hassan bin Yahya, que havia instalado seu quartel-general nas proximidades. O governo egípcio negou o uso de gás venenoso, e alegou que a Grã-Bretanha e os Estados Unidos estavam usando os relatórios como guerra psicológica contra o Egito. Em 12 de fevereiro de 1967, disse que gostaria de receber uma investigação da ONU. Em 1 de março, U Thant disse que ele era "impotente" para lidar com o assunto.
Em 10 de maio, as aldeias vizinhas de Gahar e Gadafa em Wadi Hirran, onde o príncipe Mohamed bin Mohsin estava no comando, foram bombardeadas por gás, matando pelo menos 75. A Cruz Vermelha foi alertada e em 2 de junho, e emitiu uma declaração em Genebra expressando preocupação. O Instituto de Medicina Forense da Universidade de Berna fez uma declaração, com base em um relatório da Cruz Vermelha, que o gás era provável que tenha sido derivados de halogênio - fosgênio, gás mostarda, lewisite, cloreto ou brometo de cianogênio. Os ataques com gás pararam por três semanas após a Guerra dos Seis Dias de junho, mas foi retomado em julho, contra todas as partes dos monarquistas do Iêmen. Estimativa de baixas variam, e uma suposição, considerada conservadora é que o gás mostarda e as bombas aéreas cheias de fosgênio causaram cerca de 1.500 mortos e 1.500 feridos.

## Programa de Armas Nucleares
Egito não é conhecido por ter prosseguido um programa de armas nucleares dedicado desde a sua independência. Começa seu programa nuclear em 1954, que se expandiu para incluir o reator nuclear russo A 2MW que foi aberto pelo presidente Gamal Abdel Nasser em Inchass em 1961. O desenvolvimento de seu programa nuclear foi interrompido em 1967, após sua derrota na Guerra dos Seis Dias.
Egito assinou o TNP em 1968 que, posteriormente, ratificou em 1981. Tem trabalhado desde 1974 para tornar o Oriente Médio uma Zona Livre de Armas Nucleares.

## Programa de Armas Biológicas
Egito assinou a Convenção sobre as Armas Biológicas e Tóxicas em 10 de abril de 1972, mas ainda não o ratificou.
Antes de assinar a Convenção o Presidente Anwar Al Sadat, do Egito fez o seguinte comentário a uma pergunta sobre Israel e que eles deveriam usar armas biológicas.
"A única resposta a guerra biológica é que nós também devemos usar a guerra biológica. Acredito que a densidade da população de Israel confinada numa pequena área proporcionaria a oportunidade para responder com a mesma arma, se deve começar a utilizá-lo. Resumidamente, temos os instrumentos de guerra biológica nos frigoríficos e não vamos usá-los, a menos que comecem a usá-los."